# Richard Pryor (álbum)
Richard Pryor es el álbum debut del comediante Richard Pryor . Fue grabado en vivo en 1968 en el Trovador en West Hollywood, California.  Gary Burden, un artista estadounidense, diseñó la portada del álbum que fue nominada a Mejor portada del álbum en la 12a. Entrega Anual de los Premios Grammy

## Listado de pistas
| Richard Pryor (live at the Troubadour) |                   |          |  |
| N.º                                    | Título            | Duración |  |
| 1.                                     | «Super Nigger»    | 3:16     |  |
| 2.                                     | «Girls»           | 3:25     |  |
| 3.                                     | «Farting»         | 2:02     |  |
| 4.                                     | «Prison Play»     | 9:12     |  |
| 5.                                     | «T.V. Panel Show» | 7:09     |  |
| 6.                                     | «Smells»          | 2:43     |  |
| 7.                                     | «Army Life»       | 4:48     |  |
| 8.                                     | «Frankenstein»    | 0:56     |  |

## Portada del álbum
Gary Burden, quien diseñó la portada del álbum, dijo que Pryor quería hacer algo "como Roots-y" para la portada. Burden pensó que las "raíces" de Pryor serían una especie de cosa tribal o africana, por lo que obtuvo auténticos artefactos y armas africanos que se ajustaban a la idea de un "hombre de la selva tribal".  Pryor dijo que sabía de una cueva cerca de su casa en Beverly Hills que sería un lugar ideal para el rodaje. Burden encontró palos carbonizados de un incendio anterior, y Pryor se puso el collar, el cinturón y el auténtico anillo de nariz de latón, y posó con el arco y la flecha para la tapa.  Después de ver las fotos, y cuán primitivo se veía Pryor en ellas, Burden pensó que tenían el aspecto de National Geographic . Burden luego reclutó a su amigo Rick Griffin para hacer obras de arte que se parecieran al borde de su revista, lo que hizo que la portada pareciera "totalmente real, como una portada de National Geographic".  Burden dijo que como resultado de esa portada, recibió dos cartas: "una era una carta de los abogados de la National Geographic Society ofreciéndome demandarme por difamar su publicación. La segunda carta fue una nominación al Grammy por la mejor portada del álbum".
Posteriormente, el álbum fue reeditado con una portada modificada, reemplazando el borde de hojas con la Estatua de la Libertad.

## Opiniones
En el libro de Scott Saul, Convertirse en Richard Pryor, Saul opinó eso en 1968 cuando Pryor estaba actuando en el Trovador; "Él inventó un estilo tan distante como Frank Zappa y tan desafiante como H. Rap Brown, y fue catalizado por la fusión de los dos movimientos. Por un lado, la ética despreocupada de la contracultura sombreó el acto de Richard con ironía, haciendo que sus movimientos más políticos parecieran provisionales y sujetos a revisión. Por otro lado, la militancia del movimiento Black Power agudizó su locura, dándole un punto: sus improvisaciones podrían abrirlo con su conmoción o conmoverlo con su amargura ".

## Otras lecturas
- Kreps, Daniel (November 28, 2015). "Classic Richard Pryor LPs Released Digitally for First Time". Rolling Stone.